# Chiesa di San Romedio (Albiano)
La chiesa di San Romedio è una chiesa situata a Barco di Sopra, frazione di Albiano, e risale al XVIII secolo.

## Storia

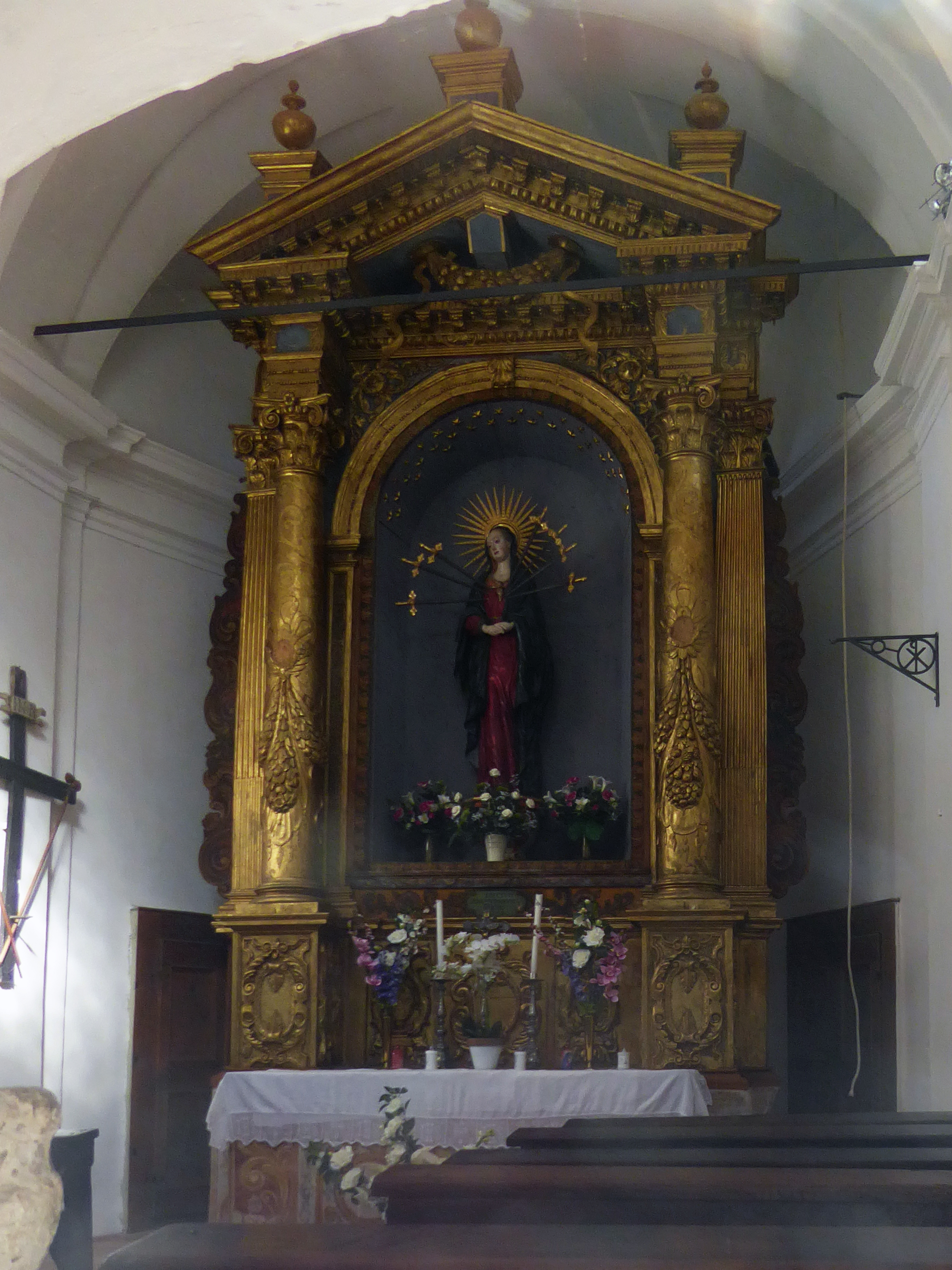
Altare

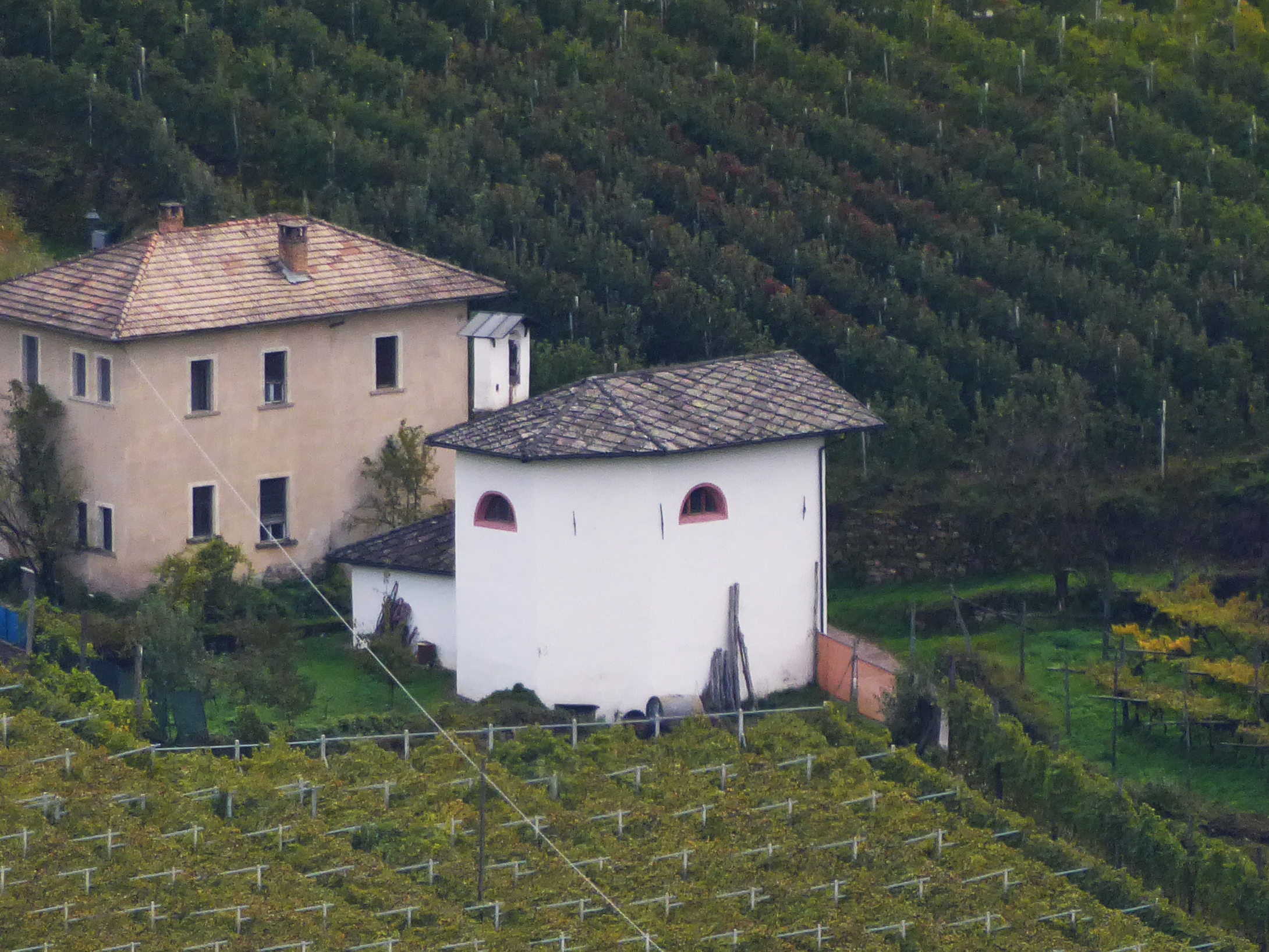
La chiesetta vista dal dosso di San Floriano a Giovo

La piccola chiesa di San Romedio venne edificata a partire dal 1745 dalla comunità di Albiano sulla strada che unisce le due frazioni di Barco di Sopra e Barco di Sotto. Venne ultimata nel 1746.

## Descrizione
L'edificio si presenta con orientamento verso nord. 
La facciata è semplice, a capanna. Il portale è con architrave ed è sormontato da una piccola finestra a semiluna.
Possiede una sola navata. L'altare è in legno.
Sull'altare sono appoggiati tre piccoli quadri ad olio che raffigurano il Sacro Cuore di Maria, Santa Chiara d'Assisi e Santa Caterina da Siena.
La pala dell'altar maggiore porta l'immagine di San Romedio con l'orso e con San Rocco.